# Pedró de Sant Francesc
El Pedró de Sant Francesc és una obra de Vilanova de Sau (Osona) inclosa a l'Inventari del Patrimoni Arquitectònic de Catalunya.

## Descripció
Estranya construcció que presenta una base de 3 x 3 m amb un pilar a sobre de 2 m d'alçada i base quadrada d'un metre de costat. El suport del pilar és atalussat. A la part superior del pilar s'hi ha construït una fornícula que ubica la imatge del Sant.
El monument és cobert per una mena de teulat a dues vessants.
Materials constructius: carreus de pedra unida amb morter de calç i teulat de teules.
La imatge de Sant Francesc es troba representada en unes rajoles de ceràmica que han estat col·locades recentment.

## Història
Per la situació del pedronet, al peu del camí ral de Vic a Girona, es pot deduir que anava dedicat als vianants i que fou erigit per tal que Sant Francesc els protegís durant el camí.
El pedronet s'està restaurant. La obra corre a càrrec dels habitant de les masies properes, que malgrat el deteriorament que aquest element oferia, han volgut renovellar el seu culte amb una restauració poc fidel.